# Аниций Авхений Басс (консул 408 года)
Аниций Авхений Басс (лат. Anicius Auchenius Bassus) — римский государственный деятель начала V века.
Происходил из рода Анициев. Его отцом был префект города Рима Аниций Авхений Басс, а матерью — Турения Гонората. Сыном Басса был Флавий Аниций Авхений Басс, консул 431 года.
В 408 году Басс был назначен консулом на Западе с Флавием Филиппом.